# Bacterioplancton
Il batterioplancton si riferisce alla componente batterica del plancton che si sposta nella colonna d'acqua. Il nome deriva dalla parola greca antica πλανκτος (planktos), che significa "vagabondo" o "vagabondo", e batterio, un termine latino coniato nel XIX secolo da Christian Gottfried Ehrenberg. Si trovano sia in acqua di mare che in acqua dolce.
Il batterioplancton occupa una serie di nicchie ecologiche negli ecosistemi marini e acquatici. Sono sia produttori primari che consumatori primari in questi ecosistemi e guidano il ciclo biogeochimico globale di elementi essenziali per la vita (ad esempio, carbonio e azoto). Molte specie di batterioplancton sono autotrofe e traggono energia dalla fotosintesi o dalla chemiosintesi. Il batterioplancton fotosintetico è spesso classificato come picofitoplancton e include i principali gruppi di cianobatteri come Prochlorococcus e Synechococcus. Altri batterioplanctonti eterotrofi sono saprotrofi e ottengono energia consumando materiale organico prodotto da altri organismi. Questo materiale può essere disciolto nel mezzo e prelevato direttamente da lì, oppure i batteri possono vivere e crescere in associazione con materiale particolato come la neve marina. Il batterioplancton svolge un ruolo critico nella fissazione globale dell'azoto, nitrificazione, denitrificazione, rimineralizzazione e metanogenesi.
L'abbondanza di batterioplancton dipende da variabili ambientali come la temperatura, la disponibilità di nutrienti e la predazione. Come altri piccoli organismi del plancton, il batterioplancton è predato dallo zooplancton (solitamente protozoi) e il loro numero è controllato anche attraverso l'infezione da batteriofagi.